# Józef Joniec

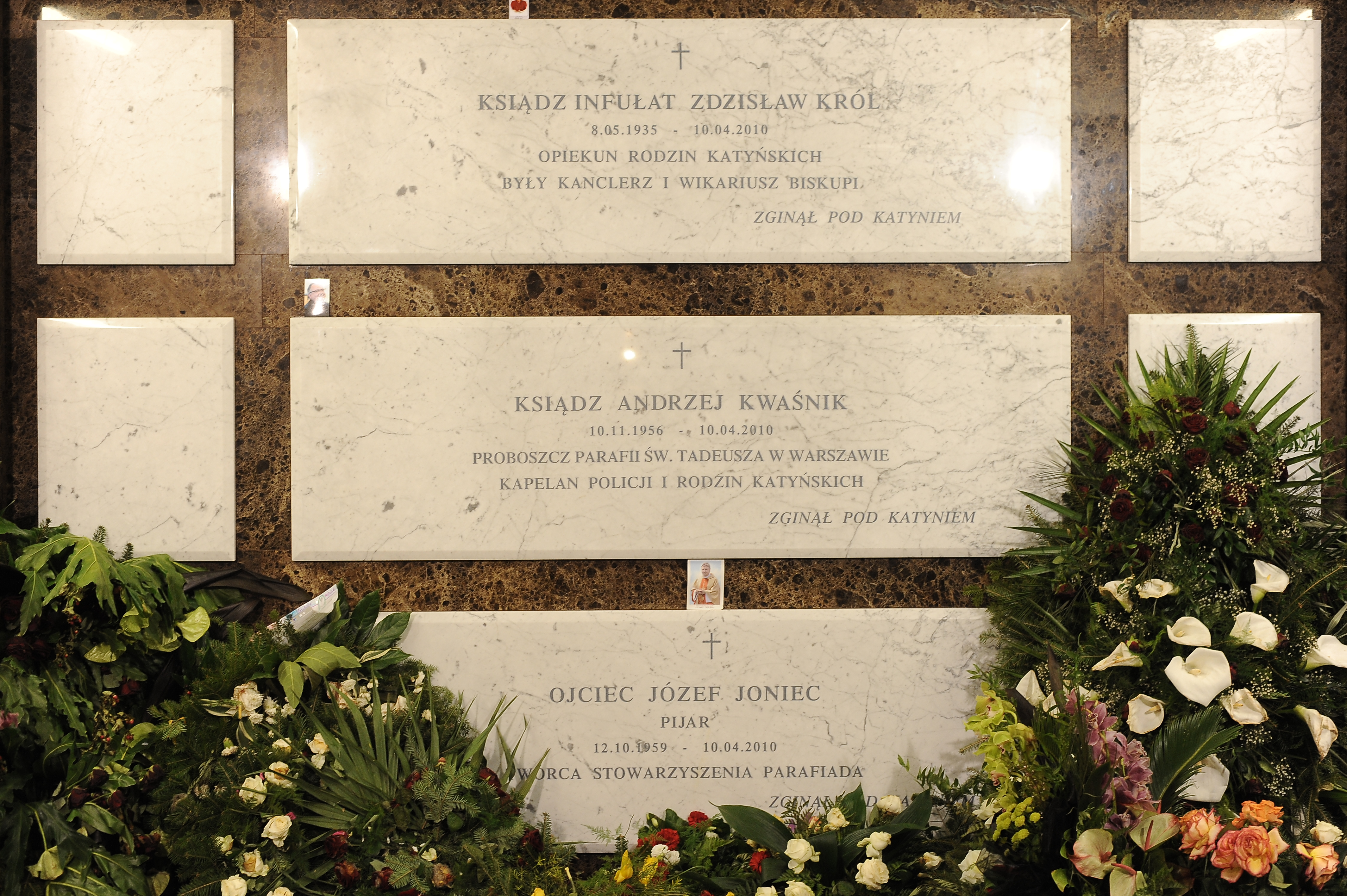
Krypta ojca Józefa Jońca w Panteonie Wielkich Polaków Świątyni Opatrzności Bożej w Warszawie

Józef Joniec (ur. 12 października 1959 w Laskowej k. Limanowej, zm. 10 kwietnia 2010 w Smoleńsku) – polski duchowny katolicki, pijar, działacz pozarządowy.

## Życiorys
Pierwszą profesję zakonną w zakonie pijarów złożył 16 sierpnia 1977, przyjmując za patrona św. Krzysztofa. 18 maja 1985 z rąk bp. Władysława Miziołka przyjął święcenia kapłańskie. Po otrzymaniu święceń podjął posługę w Krakowie, Hebdowie i od 1990 w Warszawie, gdzie był w różnych okresach m.in. duszpasterzem, katechetą, wizytatorem katechetycznym, proboszczem parafii, rektorem kolegium pijarskiego.
Był inicjatorem (1989), współzałożycielem, propagatorem i długoletnim prezesem Stowarzyszenia Parafiada im. św. Józefa Kalasancjusza, promującą katolickie wychowanie młodzieży w duchu sportu, sztuki i wiary. Był organizatorem wielu imprez i programów edukacyjnych m.in. "Międzynarodowych Parafiad Dzieci i Młodzieży", programu "Moja Mała Ojczyzna". W 2008 roku zainicjował akcję pod nazwą "Katyń... ocalić od zapomnienia" po tym jak zainspirowało go posadzenie Dębu Pamięci przez uczniów z Radzymina. W wyniku tego powstał program zasadzenie 21 857 Dębów Pamięci dla upamiętnienia wszystkich ofiar zbrodni katyńskiej. Mottem akcji jest hasło. "Jeden Dąb Pamięci dla jednego Bohatera".
Zginął 10 kwietnia 2010 w katastrofie polskiego samolotu Tu-154M w Smoleńsku w drodze na obchody 70. rocznicy zbrodni katyńskiej. Został pochowany 20 kwietnia w Świątyni Opatrzności Bożej, w Panteonie Wielkich Polaków. Wraz z nim pochowani zostali dwaj inni duchowni, którzy zginęli w katastrofie smoleńskiej: Andrzej Kwaśnik i (formalnie) Zdzisław Król.
3 kwietnia 2011 odsłonięto poświęconą mu tablicę pamiątkową w Sanktuarium Matki Bożej Nauczycielki Młodzieży na Siekierkach w Warszawie.
Zespół Szkół Zakonu Pijarów w Poznaniu im.św. Józefa Kalasancjusza organizuje od 2010 roku coroczny Bieg im. o. Józefa Jońca, w którym udział biorą uczniowie, nauczyciele, rodzice i osoby duchowne z całej Polski.

## Ordery i odznaczenia
- Krzyż Oficerski Orderu Odrodzenia Polski (2010, pośmiertnie)[4].
- Krzyż Kawalerski Orderu Odrodzenia Polski (2008)[5]
- Złoty Krzyż Zasługi (2004)[6]
- Srebrny Krzyż Zasługi (1998)[7]
- Medal Komisji Edukacji Narodowej
- Tytuł honorowy "Zasłużony dla Miasta Warszawy" (2010, pośmiertnie)[8].